# Медведева, Мария Григорьевна
Мария Григорьевна Медведева (1869 год, село Ивашевка, Буинский уезд, Симбирская губерния — 1951 год, Ульяновск) — библиотекарь

, одна из основателей и заведующая Симбирской городской библиотекой имени И. А. Гончарова. Герой Труда.

## Биография
Родилась в 1869 году в крестьянской семье в селе Ивашевка Буинского уезда (сегодня — Буинский район Татарстана). В 1885 году окончила Симбирскую Мариинскую гимназию. С 1891 года заведовала библиотекой городских начальных училищ.
Участвовала в создании Симбирской городской народной библиотеки имени И. А. Гончарова (сегодня — Центральная городская библиотека имени И. А. Гончарова). С 1893 года — заведующая этой библиотекой, которой руководила до 1920 года.
Во время Гражданской войны участвовала в спасении фонда Карамзинской библиотеки. В 1919 году помещение Карамзинской библиотеки было передано под местный краеведческий музей. По решению городской администрации фонд Карамзинской библиотеки предполагалось складировать в неприспособленном для хранения книг помещении. По её инициативе библиотечный фонд Карамзинской библиотеки из 75 тысяч экземпляров был перевезён в здание городской библиотеки имени И. А. Гончарова.
В 1920-х годах участвовала в создании Симбирского губернского книгохранилища, в которое вошли городская центральная библиотека, губернский коллектор, детская библиотека и губернская центральная библиотека и Дворца книги имени В. И. Ленина. Была руководителем Губернского книгохранилища (1920—1924) и Дворца книги имени В. И. Ленина (1924—1926).
Решением ВЦИК от 23 февраля 1933 года удостоена почётного звания «Герой Труда».
Скончалась в Ульяновске в 1951 году.
Сочинения
- Медведева М. Г. История библиотеки в Симбирске — Ульяновске // Красный библиотекарь. — 1939. — № 10. — С. 26—32.